# Typhula pallens
Typhula pallens är en svampart som beskrevs av Maire 1928. Typhula pallens ingår i släktet Typhula och familjen trådklubbor.   Inga underarter finns listade i Catalogue of Life.